# Anna Jonsson
Anna Jonsson (Skellefteå, 1961) es una artista multidisciplinar sueca residente desde el año 1982 en Sevilla (España). Desarrolla su carrera artística en tres campos: escultura, vídeo y performance. La temática principal de sus obras son el género y la opresión de las mujeres.

## Biografía y trayectoria profesional
Comienza sus estudios de arte en Suecia aunque se traslada a principios de los años 80 a Sevilla, donde se licencia en Bellas Artes.
A través de sus obras, trabaja las limitaciones del cuerpo femenino como consecuencia del paso del tiempo y trata los conflictos entre las diferentes culturas y generaciones. Asimismo, abarca temas relacionados con los conflictos de identidad y la normatividad de la sociedad. Introduce en sus proyectos elementos como la sátira, el humor o el erotismo. En todos sus trabajos está presente la perspectiva de género.

### Escultura
Durante las décadas de los 80 y 90 se centra en la escultura que pasa a formar parte de la disciplina principal de su producción artística y audiovisual. La técnica básica que emplea en sus esculturas es el barro cocido y policromado con temple al huevo.
Algunas de sus obras más representativas son: “El tigre en mí” (2015), donde modela cuerpos desmembrados, vestuario y accesorios como alegoría al control del cuerpo femenino; y “La bestia en mí” y “Con el culo al aire” en las que refleja las preocupaciones de las mujeres, como la maternidad, la sexualidad o el trabajo.

### Videoarte
Durante la década de los 90 Jonsson se aproxima a la realización y dirección de vídeos y cortos. En esta producción, amplía la iconografía que ya aparecía en su escultura previa con la danza contemporánea a partir de los años 2000. Sus vídeos han sido proyectados en ARCO, en el Museo Nacional Centro de Arte Reina Sofía, en el Festival Miradas de Mujer, La Casa Encendida o la Sala Berlanga (Madrid).

### Performance
En el año 2006 funda su propia compañía de danza, “Torettan Production”. Su debut como directora de este tipo de actuaciones tiene lugar en este mismo año en la sala 24 Kvuadrat de Gotemburgo, con la obra “Yo y mis niñas adultas”. En España, ha dirigido en 2013 las obras “Mi marido y yo” en la Galería Rafael Ortiz (Sevilla) o “Del cerdo se aprovechan todos”, en el Centro Andaluz de Arte Contemporáneo. En 2014, crea una nueva coreografía que toma el nombre de “El Cabrón más fuerte”, y que se exhibe en el Teatro de La Maestranza (Sevilla). Esta última, galardonada con dos premios de la Asociación Andaluza de la Danza (PAD): al mejor vestuario y a la mejor dirección. Este mismo año, estrena la performance “La verde”.

### "Borderías"
Uno de sus trabajos más recientes, se trata de una obra compuesta por 147 bordados y que cuenta con la ayuda de 90 bordadores encargados y encargadas de bordar obras de Jonsson. Se trata de una relación de trueque, en la que sus colaboradores realizan la labor de bordado y, una vez finalizada la exposición, se divide y reparte la obra entre los que han trabajado en ella.

## Obras
Sus trabajos artísticos más relevantes son: 

### Esculturas
- “Roy” (2007).
- “Desnudada” (2007).
- “Trofeo de casa” (2008).
- “El dolor más grande” (2010).
- “Mis regalos” (2010).
- “Peligrosamente juntos” (2010).
- “Mecagoentó” (2010).
- “Anna la bruja” (2012).
- “La lenta” (2014).
- “Al Infierno” (2014).
- “Banana Imperium” (2014).
- “Miro y miro” (2014).
- “Cuarto puesto” (2015).
- “Mi vida pinchada en un palo” (2015).
- “El tigre en mi” (2015).

### Performance[9]
- "Yo y mis niñas adultas" (2006). Duración: 20 minutos.
- "Del cerdo se aprovechan todos" (2013). Duración: 20 minutos.
- "Mi marido y yo" (2013). Duración: 20 minutos.
- "El cabrón más fuerte" (2014). Duración: 25 minutos.
- "La verde" (2014). Duración: 5 minutos.